# Carbamilfosfato
O carbamilfosfato ou fosfato de carbamoílo é um ânion (correspondente ao ácido carbamilfosfórico) de grande significado bioquímico.  Nos animais terrestres é um metabólito intermediário na excreção do nitrogênio por meio do ciclo da ureia e na síntese das pirimidinas.
Sua produção faz parte do ciclo da ureia, no primeiro de cinco passos:
grupo amino + CO2 → carbamilfosfato
Reação catalisada pela carbamoilfosfato sintetase I e que consome 2 moléculas de ATP.
Sua contraparte enzimática, carbamoil fosfato sintetase I (CPS I), interage com uma classe de moléculas chamadas sirtuínas, proteínas desacetilases dependentes de NAD, e ATP para formar carbamilfosfato. O CP então entra no ciclo da uréia no qual reage com ornitina (um processo catalisado pela enzima ornitina transcarbamilase) para formar citrulina.

## Produção
É produzido a partir do bicarbonato, da amônia (derivada da glutamina, que se transforma em glutamato), e do fosfato (procedente do ATP). Esta síntese é catalisada pela enzima carbamilfosfato sintetase II, conforme as equações:
- HCO3− + ATP → ADP + HO–C(O)–OPO32− (carboxilfosfato)
- HO–C(O)–OPO32−  +  NH3  + OH−   →  HPO42−  +  −O–C(O)NH2  +  H2O
- −O–C(O)NH2  +  ATP  →  ADP +  H2NC(O)OPO32−

Na biossíntese da pirimidina, o passo seguinte é a síntese do ácido carbamoilaspártico, a partir do carbamilfosfato e do aspartato, pela enzima aspartato transcarbamilase.

## Significância clínica
Um defeito na enzima CPS I e uma deficiência subsequente na produção de carbamilfosfato têm sido associados à hiperamonemia em humanos.